# 湧上聾人

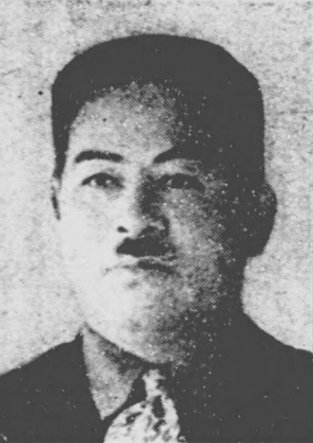
湧上聾人

湧上 聾人（わくがみ ろうじん、1888年（明治21年）6月26日 - 1966年（昭和41年）5月24日）は、日本の政治家、社会運動家。戦前の沖縄県議会議員（3期）、衆議院議員（1期）。

## 経歴
沖縄県玉城間切冨名越（現・南城市玉城船越）に生まれる。幼名平二。幼少期に水遊び中の耳のケガが原因で聴力を失ったといわれ、35歳の時に「聾人」と改名する。長じて上京し、攻玉社中学校を経て早稲田大学高等師範部に入学。在学中は安部磯雄に私淑するも中退し、帰郷後玉城村村議（1921年）を経て、1925年沖縄県議に当選。
沖縄県議時代は、関西の県出身出稼ぎ紡績女工の待遇改善に尽力。また自身の医療公営論を実践するため、1931年那覇市に「沖縄同仁病院」を設立するなど、庶民の立場に立った活動を行う。1933年にはサイパン島の南洋興発会社におけるサトウキビ畑小作人による待遇改善闘争を現地入りして支援する。この時の経験から、「自作農第一主義」の信念が強固になり、1938年には沖縄製糖（株）の石垣島進出に身を挺して反対、官憲の圧迫・誘致賛成派の妨害の中、自らの土地を売り渡さないよう島民に訴え、ついに進出を断念させた。
1942年、第21回衆議院議員総選挙（翼賛選挙）に東方会より立候補し当選を果たすも、1944年議員失格処分を受ける。沖縄戦後の活動等についてはよくわかっていない。
長男は民俗学者・琉球大学教授の湧上元雄（1918年‐2015年）。